# Bent (film)
Pour les articles homonymes, voir Bent.
Pour plus de détails, voir Fiche technique et Distribution.
Bent est un film britannique réalisé par Sean Mathias, sorti en 1997.
Inspiré de la pièce de théâtre éponyme de Martin Sherman, également scénariste du film, il remporte le Prix de la jeunesse au Festival de Cannes 1997. Son action se situe en Allemagne sous le régime nazi, mais le tournage du film a eu lieu, pour l'essentiel dans une carrière et une usine désaffectée du Royaume-Uni, à Dalmellington, dans l'Ayrshire.

## Synopsis
À Berlin en juin 1934, Max fréquente les lieux interlopes de la capitale du Reich et vit avec Rudy, un danseur de cabaret. Le 29 juin, à la suite du meurtre brutal d'un SA dont il venait de faire la conquête, par des SS, commence une fuite tragique où Rudy est également tué et qui se termine à Dachau. Max, portant une étoile jaune, y rencontre Horst qui porte le triangle rose. Ensemble, ils vont tenter de supporter les conditions de vie effroyables du camp de concentration.

## Fiche technique
- Titre original : Bent
- Réalisation : Sean Mathias
- Scénario : Martin Sherman d'après sa pièce Bent
- Production : Sean Mathias et Martin Sherman
- Musique : Philip Glass
- Photographie : Yórgos Arvanítis
- Directeur artistique : Andrew Golding
- Costumes : Stewart Meachem
- Montage : Isabelle Lorente
- Pays d'origine : Royaume-Uni ; Japon[1]
- Langue : anglais
- Format : Couleurs - 1.85 - DTS / Dolby Digital / SDDS - 35 mm
- Genre : Drame
- Durée : 105 minutes
- Dates de sortie :
  -  France : mai 1997 (Festival de Cannes 1997)
  -  Belgique : 1997
  -  Royaume-Uni : 13 mars 1998

## Distribution
- Clive Owen : Max
- Lothaire Bluteau : Horst
- Ian McKellen : Oncle Freddie
- Nikolaj Coster-Waldau : Wolf
- Mick Jagger : Greta/George
- Brian Webber : Rudy
- Jude Law : un SA
- Sadie Frost : l'amie de Max

## Production
La pièce originale de Broadway sur laquelle le film est basé, Bent débuta au New Apollo Theater de New York, le 2 décembre 1979 et fut jouée 241 fois. Elle a été nommée en 1980 pour le Tony Award de la meilleure pièce.

## Distinctions

### Récompenses
- Festival de Cannes 1997 : Prix de la jeunesse
- Emden International Film Festival 1998 : seconde place
- Festival du film gay et lesbien de Turin 1998 : meilleur film

### Nominations et sélections
- Gijón International Film Festival 1997

## DVD
Sorti en 2004, par KVP (Alexandre Goldfarb), sans bonus, recadré en 4/3 plein écran, en version originale sous-titrée en français, avec indication « Angleterre, 1995 » (sic).